# Chitonosphaera
Chitonosphaera är ett släkte av kräftdjur. Chitonosphaera ingår i familjen klotkräftor.
Kladogram enligt Catalogue of Life:
| Chitonosphaera | \| \| Chitonosphaera lata \| \| \| \| \| \| Chitonosphaera salebrosa \| \| \| \| |
|                | \| \| Chitonosphaera lata \| \| \| \| \| \| Chitonosphaera salebrosa \| \| \| \| |
|                | Chitonosphaera lata                                                              |
|                |                                                                                  |
|                | Chitonosphaera salebrosa                                                         |
|                |                                                                                  |